# Kinteh Kunda
Kinteh Kunda (Namensvariante: Kinteh Kuda Janne Ya) ist eine Ortschaft im westafrikanischen Staat Gambia.
Nach einer Berechnung für das Jahr 2013 leben dort etwa 1025 Einwohner, das Ergebnis der letzten veröffentlichten Volkszählung von 1993 betrug 987.

## Geographie
Kinteh Kunda liegt in der North Bank Region im Distrikt Lower Baddibu. Der Ort liegt rund 0,4 Kilometer südlich der North Bank Road zwischen Kerewan und Saba. Kerewan liegt rund drei Kilometer südwestlich von Kinteh Kunda.